# Río Ouémé
El río Ouémé (Uemé en castellano) es el río más importante de Benín después del río Níger, que es fronterizo en el nordeste. El Ouémé circula de norte a sur por el centro del país, como un árbol muy estilizado con dos ramas principales, el río Okpara por la orilla izquierda y el río Zou por la derecha.
Tiene una cuenca de 46.990 km² y un recorrido de 510 km. Su caudal ha sido controlado entre los años 1948 y 1992 en Bonou, localidad situada a 167 km al norte de su desembocadura en el lago Nokoué. El caudal varía enormemente según la época del año, oscilando entre la sequedad absoluta y 1175 m³/s en sus valores extremos alcanzados alguna vez. Su caudal medio, con todo, es de 170 m³/s, oscilando entre valores medios de 2,7 m³/s en febrero y 590 m³/s en los meses de septiembre y octubre, tras el máximo número de lluvias.

## Recorrido
El río Ouémé nace en las montañas Atakora. Fluye a través de los pueblos de Carnotville y Ouémé hasta un gran delta en el Golfo de Guinea, cerca de la localidad de Cotonú. Los mayores tributarios son los ríos Okpara y Alpouro por la izquierda, y Zou y Terou por la derecha.
A lo largo de su recorrido atraviesa varios ecosistemas agrícolas y alimenta, aguas abajo, el sistema lagunar Nakoué-Porto Novo antes de desembocar en el delta en Cotonú.
El clima subecuatorial se caracteriza por dos estaciones muy marcadas, sobre todo en la parte alta del río, con periodo de caudal bajo de siete meses entre noviembre y junio, y un periodo de crecidas entre julio y octubre. Las formaciones vegetales se caracterizan por pantanos dominados por jacintos de agua, loto tigre, lechuga de agua y Lemna pairciostata, una especie de lenteja de agua. En los bosques de los pantanos crece la palmera de rafia de la Costa de Marfil y la palma aceitera.